# 1609

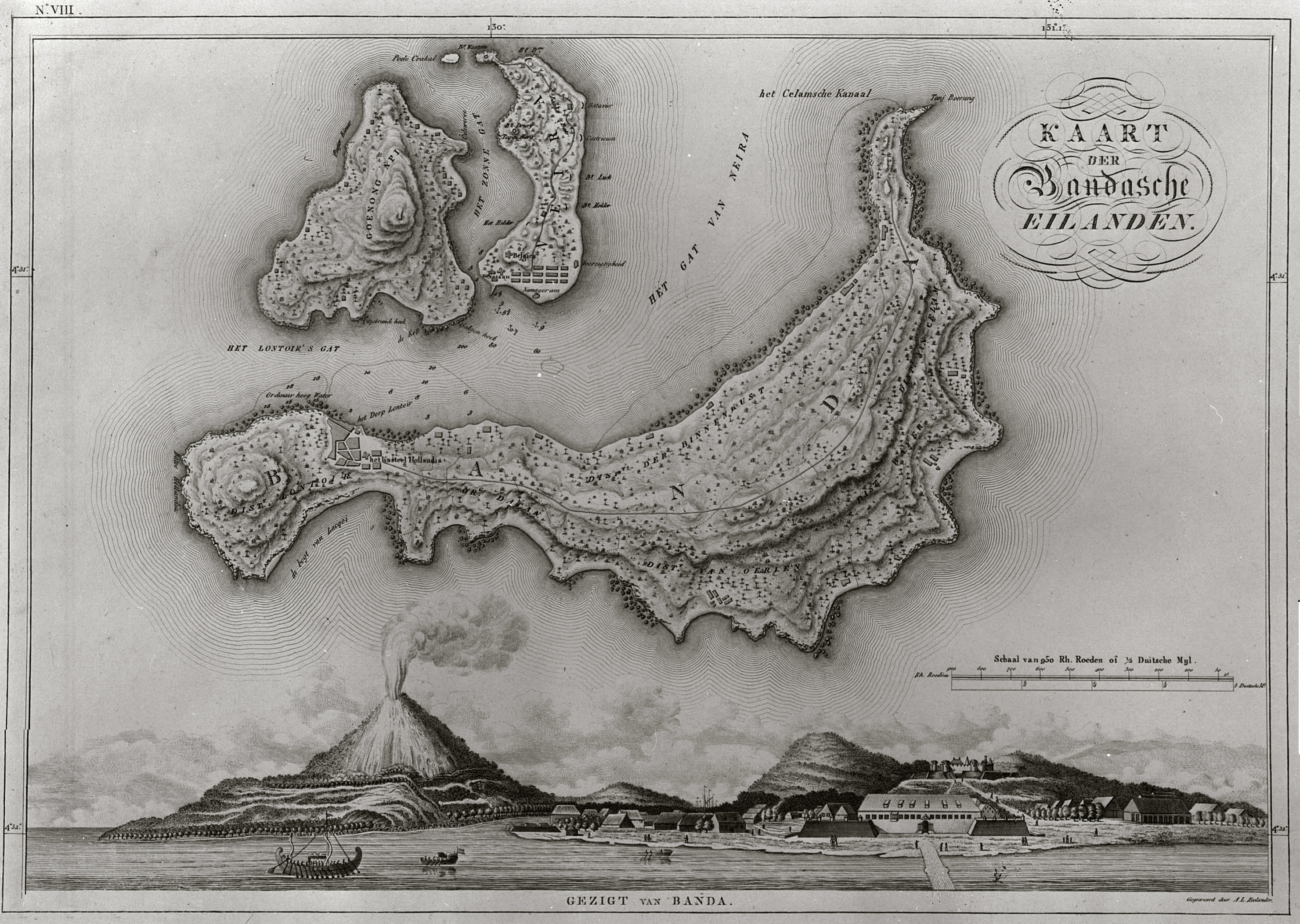
De Banda-eilanden

Het jaar 1609 is het 9e jaar in de 17e eeuw volgens de christelijke jaartelling.

## Gebeurtenissen
januari
- 14 - Philip Rubens wordt secretaris van de stad Antwerpen.
- 31 - Oprichting van de Amsterdamsche Wisselbank.

februari
- 1 - De eerste bewoners betrekken het Oudemannenhuis in Haarlem. De bouw is mogelijk gemaakt door een inzameling van de sociëteit Trou moet Blycken.
- 12 - Een groep Engelse Puriteinen krijgt toestemming zich in Leiden te vestigen.

maart
- 12 - De Bermuda Eilanden worden een Engelse kolonie.
- 21 - Door Werner Huyn van Amstenrade, maarschalk van Gulik en ambtman te Brüggen wordt het leengoed Malbeck verkocht aan Ido van Grammay, landrentmeester van Gelder en heer van Hagenbroeck bij Thorn.
- 25 - Hertog Johan Willem van Kleef sterft zonder erven.

april
- 4 - Henry Hudson vertrekt voor een derde reis, dit keer in dienst van de VOC. Hij wil een noordelijke doorgang naar Indië vinden.
- 9 - Ondertekening van het Twaalfjarig Bestand tussen Spanje en de Republiek der Zeven Verenigde Nederlanden tijdens de Tachtigjarige Oorlog.
- 11 - De Japanse Shimazu-clan valt met een legertje van samoerai het koninkrijk Ryukyu binnen.
- 16 - Du Terrail wordt met een handlanger in Genève terechtgesteld voordat hij een aanslag op de stad kan plegen.
- april - De VOC begint onderhandelingen met de Bandanezen over een handelsovereenkomst.

mei
- 4 - De koning van Ryukyu en zijn regering worden door de Shimazu-krijgers meegevoerd naar Japan om zich te onderwerpen aan de shogun.
- 5 - Afkondiging van het Twaalfjarig bestand.
- 22 - Admiraal Pieter Willemsz. Verhoeff loopt in een val van de Bandanezen en wordt vermoord.

juni
- juni - Filips Willem van Oranje, de katholieke oudste zoon van Willem van Oranje, bereikt in Brussel een akkoord met zijn halfbroer Maurits over hun vaderlijk erfdeel.

Hij neemt na 25 jaar zijn plaats in als heer van Breda. Hij herstelt de Roomse Kerk, maar respecteert de machtspositie van de gereformeerde kerk.
juli
- 9 - Met de "majesteitsbrief" verleent keizer Rudolf II godsdienstvrijheid aan de protestanten in Bohemen en Silezië.

augustus
- 7 - De stad Amsterdam krijgt van de Staten van Holland octrooi voor een forse uitbreiding buiten de bestaande muren. Deze uitbreiding zal bekend worden als de Grote Uitleg.
- 24 - De shogun van Japan geeft handelspas aan de VOC. De Nederlanders mogen een handelspost openen in Hirado, een plaatsje bij Nagasaki.
- augustus - Op Banda wordt  een vredesverdrag gesloten dat gunstig is voor de VOC: de Bandanezen erkennen het Nederlandse gezag en monopolie op de specerijenhandel.

november
- november - Galileo Galilei bouwt een telescoop en bestudeert de maan. Hij ontdekt ook de vier manen (zie Galileïsche manen) van Jupiter.

december
- 31 - De schutterij van Alkmaar bezet het stadhuis en zet het Contraremonstrantse stadsbestuur af op verdenking van verkiezingsfraude.

datum onbekend
- Bouw van Fort Nassau op Banda-eilanden.
- Eerstesteenlegging van een bedevaartskerk in Scherpenheuvel; architect Wenceslas Coeberger.
- De schepenbank van Brunssum, bestaande uit Brunssum, Schinveld en Jabeek, wordt door de Spaanse regering verkocht aan Arnold III Huyn van Geleen.
- Johannes Kepler publiceert de eerste wet van Kepler.
- In het Noord-Hollandse Hoorn wordt het houten havenhoofd genaamd Houten Hoofd aanzienlijk uitgebreid in de richting van de Zuiderzee

## Beeldende kunst

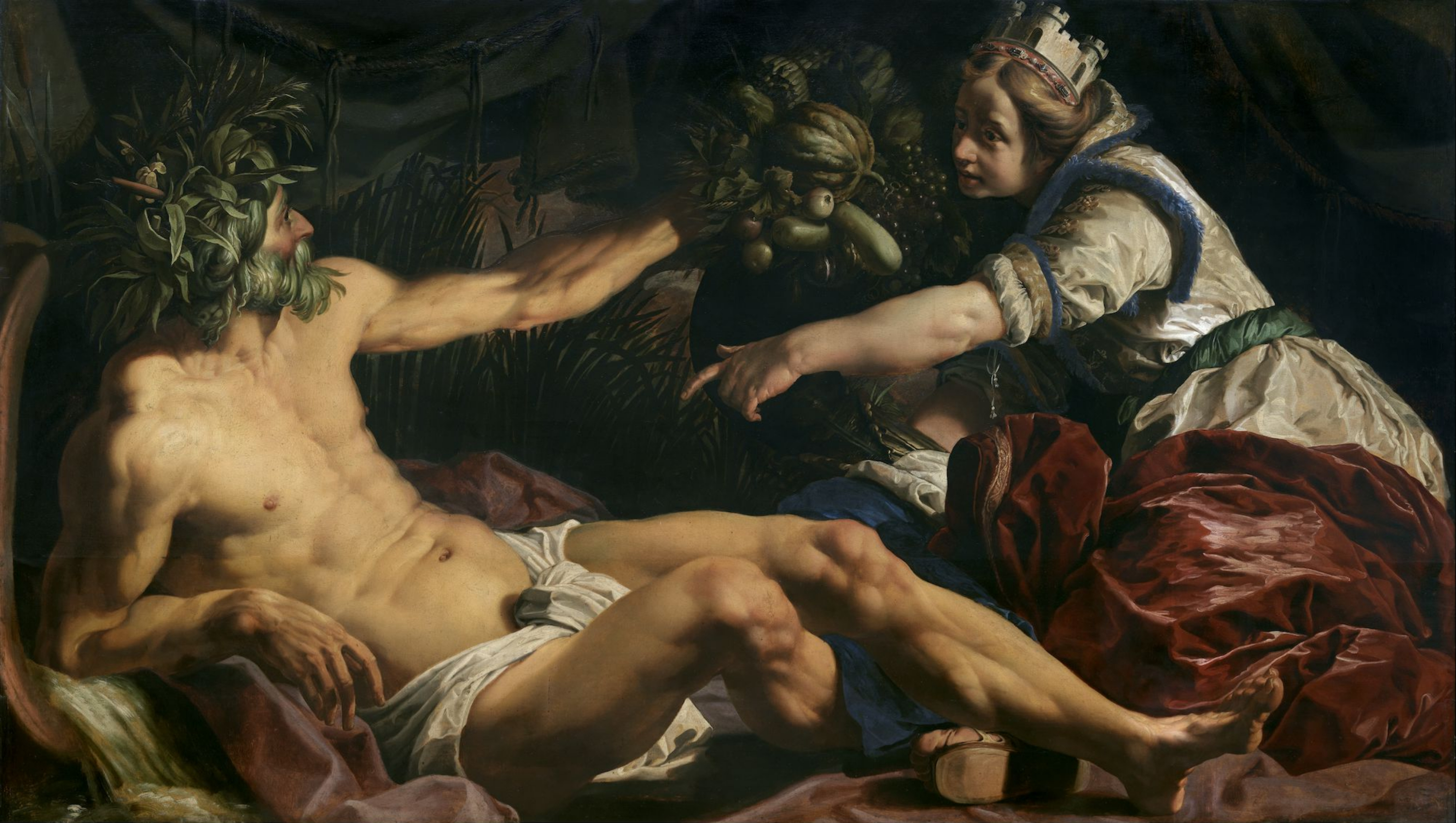
Scaldis et Antverpia (1609) Abraham Janssens, Koninklijk Museum voor Schone Kunsten Antwerpen

## Bouwkunst

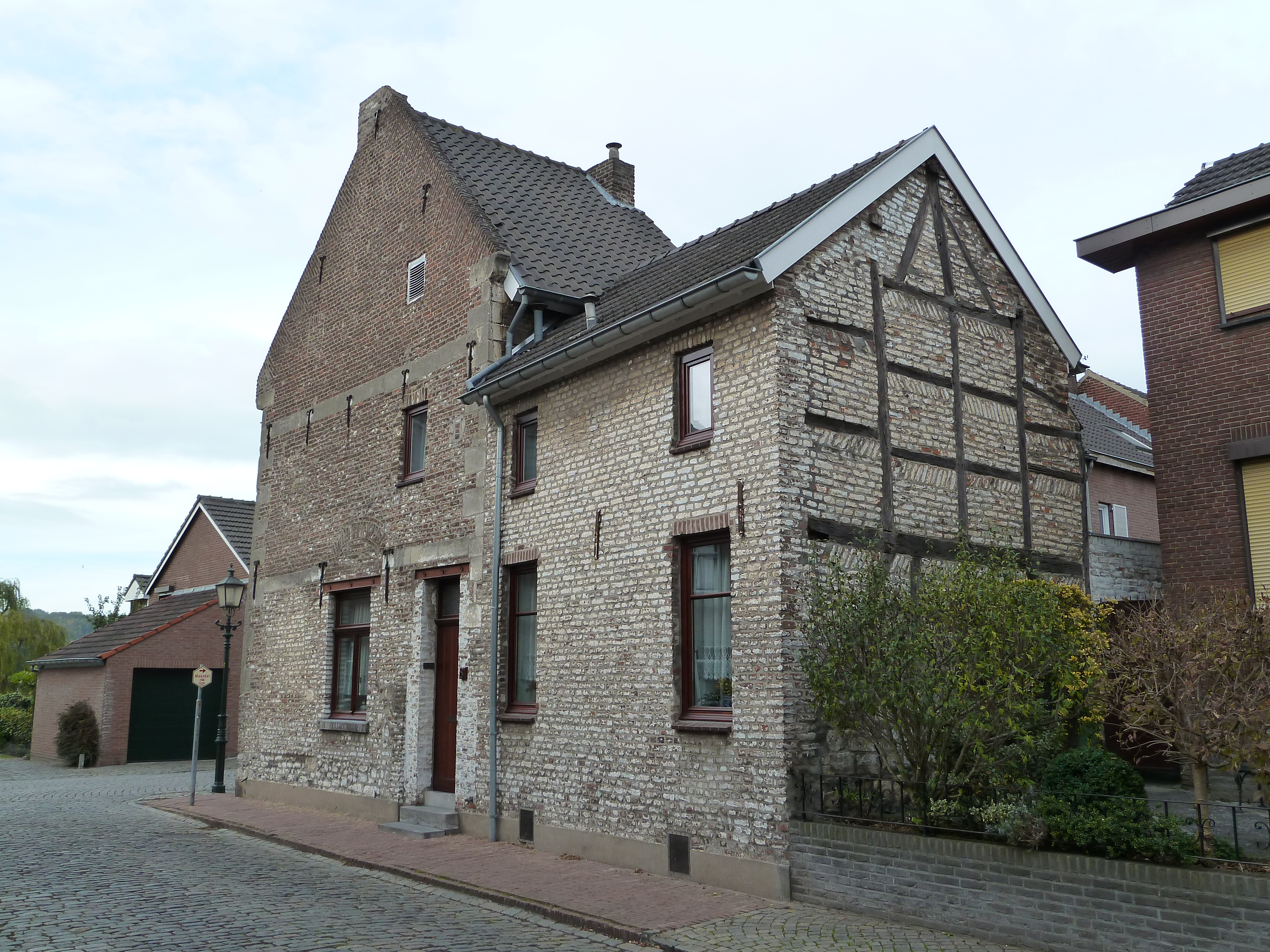
Woonhuis, Eijsden (1609)
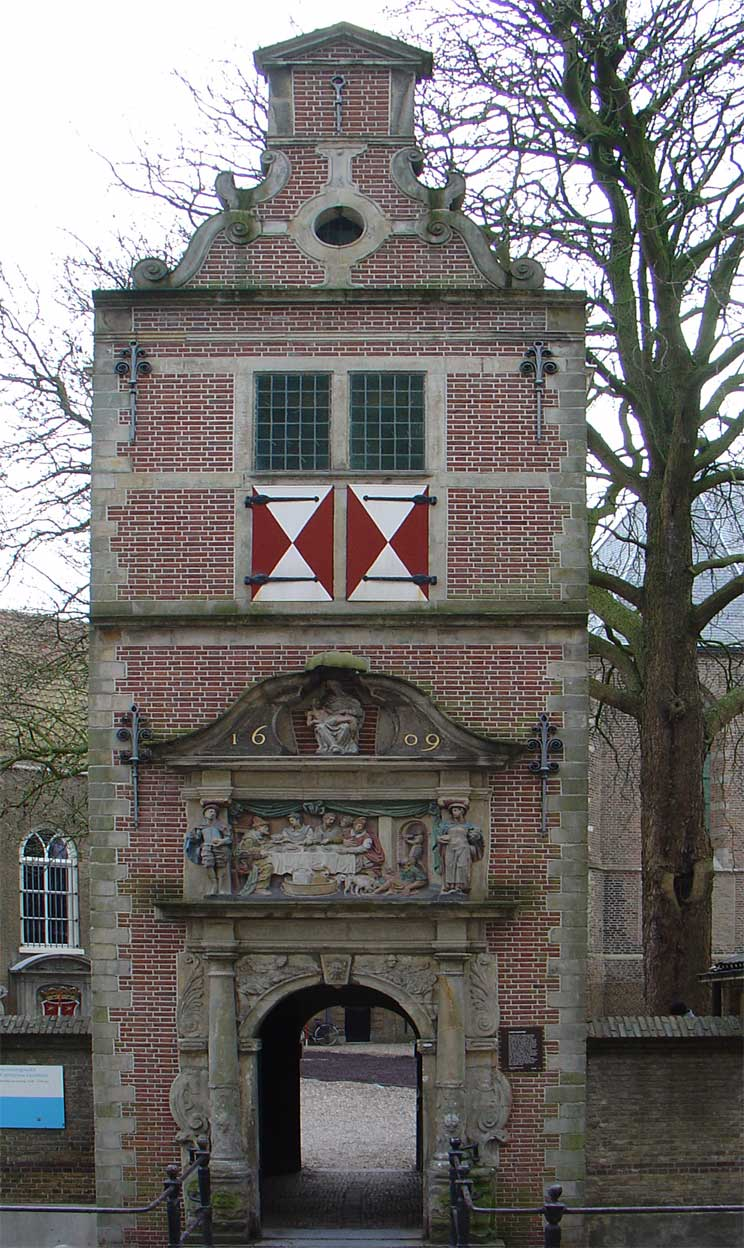
Lazaruspoortje, Gouda (1609) Gregorius Cool ?

## Geboren
februari
- 10 - Bartram de Fouchier, Nederlands kunstschilder en glasschilder (overleden (1673)

maart
- 28 - Frederik III van Denemarken, koning van Denemarken en Noorwegen (overleden 1670)

datum onbekend
- Nicolaes Knüpfer, Nederlands kunstschilder (overleden 1655)
- Petrus Wittewrongel, Nederlands predikant (overleden 1662)

## Overleden
januari
- 21 - Josephus Justus Scaliger (69), Frans protestants humanist, dichter, polemist en hoogleraar

maart
- 9 - William Warner (±51), Engels dichter

april
- 4 - Carolus Clusius (83), Zuid-Nederlands botanicus, arts en geleerde

oktober
- 19 - Jacobus Arminius (50), Nederlands predikant en godgeleerde tijdens de Tachtigjarige Oorlog; stichter van de Remonstrantse Kerk